# Manuel Castilla Brito
Manuel Castilla Brito är en ort i Mexiko.   Den ligger i kommunen Calakmul och delstaten Campeche, i den östra delen av landet, 1 000 km öster om huvudstaden Mexico City. Manuel Castilla Brito ligger 247 meter över havet och antalet invånare är 516.
Terrängen runt Manuel Castilla Brito är huvudsakligen platt. Manuel Castilla Brito ligger nere i en dal. Runt Manuel Castilla Brito är det mycket glesbefolkat, med 2 invånare per kvadratkilometer. Närmaste större samhälle är Xpujil, 17,2 km norr om Manuel Castilla Brito. I omgivningarna runt Manuel Castilla Brito växer i huvudsak städsegrön lövskog.